# 292 v. Chr.
Portal Geschichte | Portal Biografien | Aktuelle Ereignisse | Jahreskalender | Tagesartikel

◄ |
4. Jahrhundert v. Chr. |
3. Jahrhundert v. Chr. |
2. Jahrhundert v. Chr. |
►

◄ | 310er v. Chr. | 300er v. Chr. | 290er v. Chr. | 280er v. Chr. |
270er v. Chr. |
►

◄◄ | ◄ | 295 v. Chr. | 294 v. Chr. | 293 v. Chr. | 292 v. Chr. |
291 v. Chr. |
290 v. Chr. |
289 v. Chr. |
► |
►►
Staatsoberhäupter

## Ereignisse

### Politik und Weltgeschehen

#### Östliches Mittelmeer
- Demetrios I. Poliorketes, König von Makedonien, unterwirft das rebellierende Theben.
- Lysimachos, König von Thrakien, gerät bei einem Feldzug an die Donau in die Gefangenschaft des getischen Königs Dromichaetes. Dieser behandelt ihn zuvorkommend und lässt ihn bald darauf frei, um die Beziehungen beider Reiche nicht zu gefährden. Dromichaetes heiratet daraufhin eine Tochter des Lysimachos.
- Antigonos II. Gonatas, Sohn und Feldherr des Demetrios I., versucht vergeblich, die Gefangenschaft des Lysimachos zu einem makedonischen Einfall in Thrakien zu nutzen; er wird zurückgeworfen.

#### Westliches Mittelmeer
- Die Römer ernennen Appius Claudius Caecus zum Diktator. Die Samniten, obwohl militärisch praktisch besiegt, leisten in den Bergen noch lange hinhaltenden Widerstand.

### Kultur
- Der Koloss von Rhodos wird fertiggestellt (vermutet; Baubeginn 304 v. Chr.)

## Gestorben
- 292/291 v. Chr.: Menandros, griechischer Dichter (* 342/341 v. Chr.)